# 暗箱和幻影世界

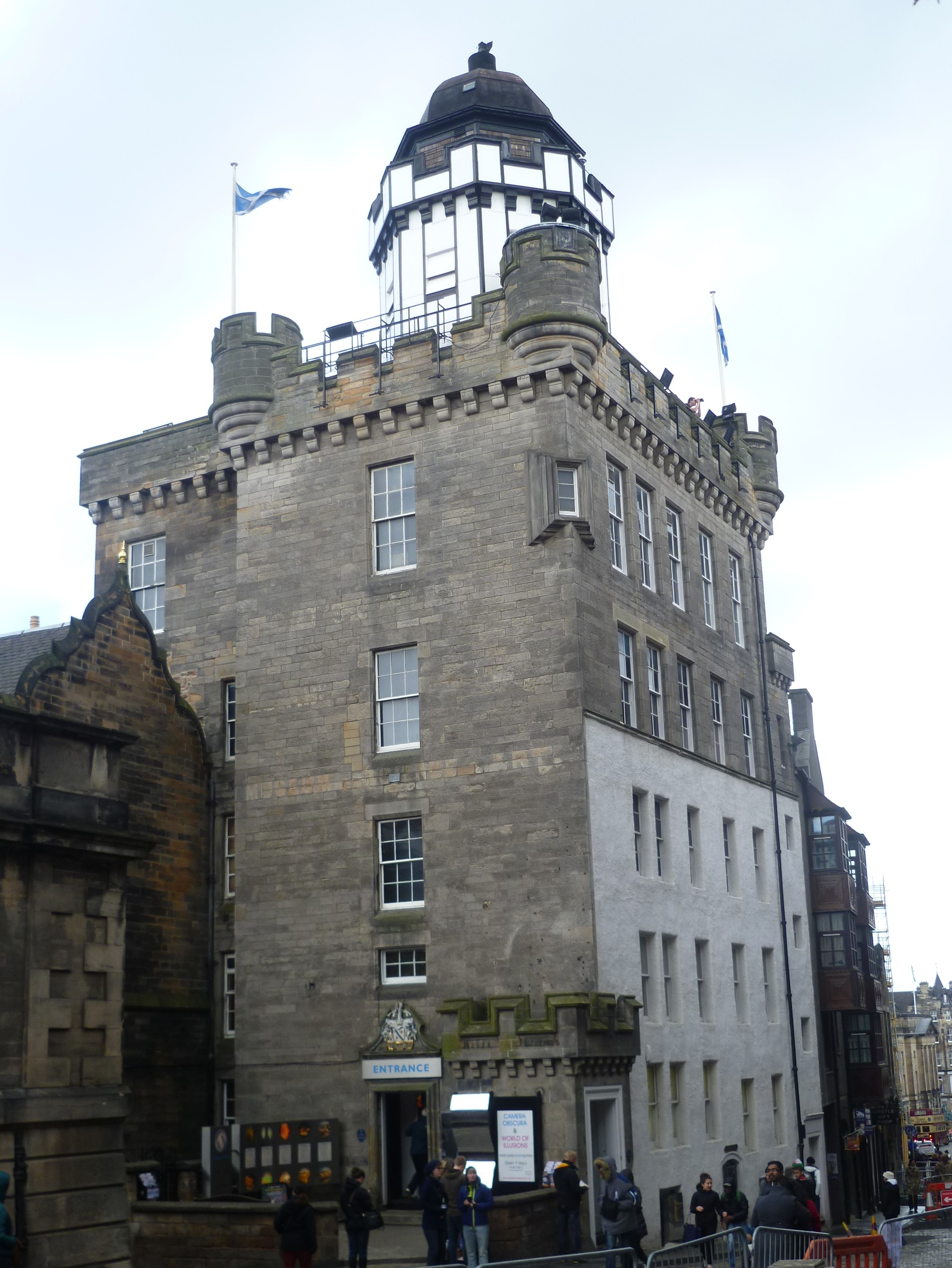
Outlook Tower.

暗箱和幻影世界（Camera Obscura and World of Illusions）是苏格兰爱丁堡老城的一个主要旅游景点，位于皇家一英里的城堡山一段，毗邻爱丁堡城堡。它由企业家玛丽亚·特蕾莎·肖特于1835年创立，帕特里克·格迪斯发展区域规划的一个关键地点。

## 历史

### 肖特观测台
在18世纪初，爱丁堡仪器制造商托马斯·肖特在卡尔顿山租赁了一些土地，以向公众展示其仪器。由于他的租约规定托马斯的女性亲属不能继承建筑物及其内容，他的妻子和女儿没有继承它，当他在1788年去世。1827年，玛丽亚·特蕾莎·肖特从西印度群岛回到爱丁堡声称是托马斯·松特的女儿，试图继承他的“大望远镜”。尽管其他方面的强烈竞争，她得到了望远镜，1835年在卡尔顿山国家纪念堂旁边的一个建筑物建立了“肖特观测台”，展出了许多科学仪器，每天开放到晚上9点。这个观测台非常受欢迎，但是在1851年被当局关闭，肖特观测台搬到城堡山。1869年她去世后，丈夫继续经营，直到1892年。

### 展望塔
1892年，开创性的苏格兰城市规划师，社会学家和生态学家帕特里克·格迪斯负责该处的管理，将其更名为“展望塔”（Outlook Tower）作为展示他的规划哲学的博物馆和城市研究中心，进行一系列地理主题的展览 - 地球，欧洲，英语国家、苏格兰和爱丁堡，城市的实时图像投射在暗箱顶部 。来自各行各业的人们受邀请来到塔上研究和了解他们的城市。博物馆在1932年格迪斯去世后关闭。1966年，被爱丁堡大学收购，作为格迪斯中心和档案馆，但是该项目在大学关闭其区域规划部门后大大缩减。在1982年，该建筑被卖给一个私人业主，只在四楼保留一个房间用于格迪斯展览。

## 现状
现在，塔楼及其六层的互动展览，仍然向公众开放，使其成为该市最古老的专门景点，也是英国最古老的专门景点之一。

爱丁堡“暗箱”
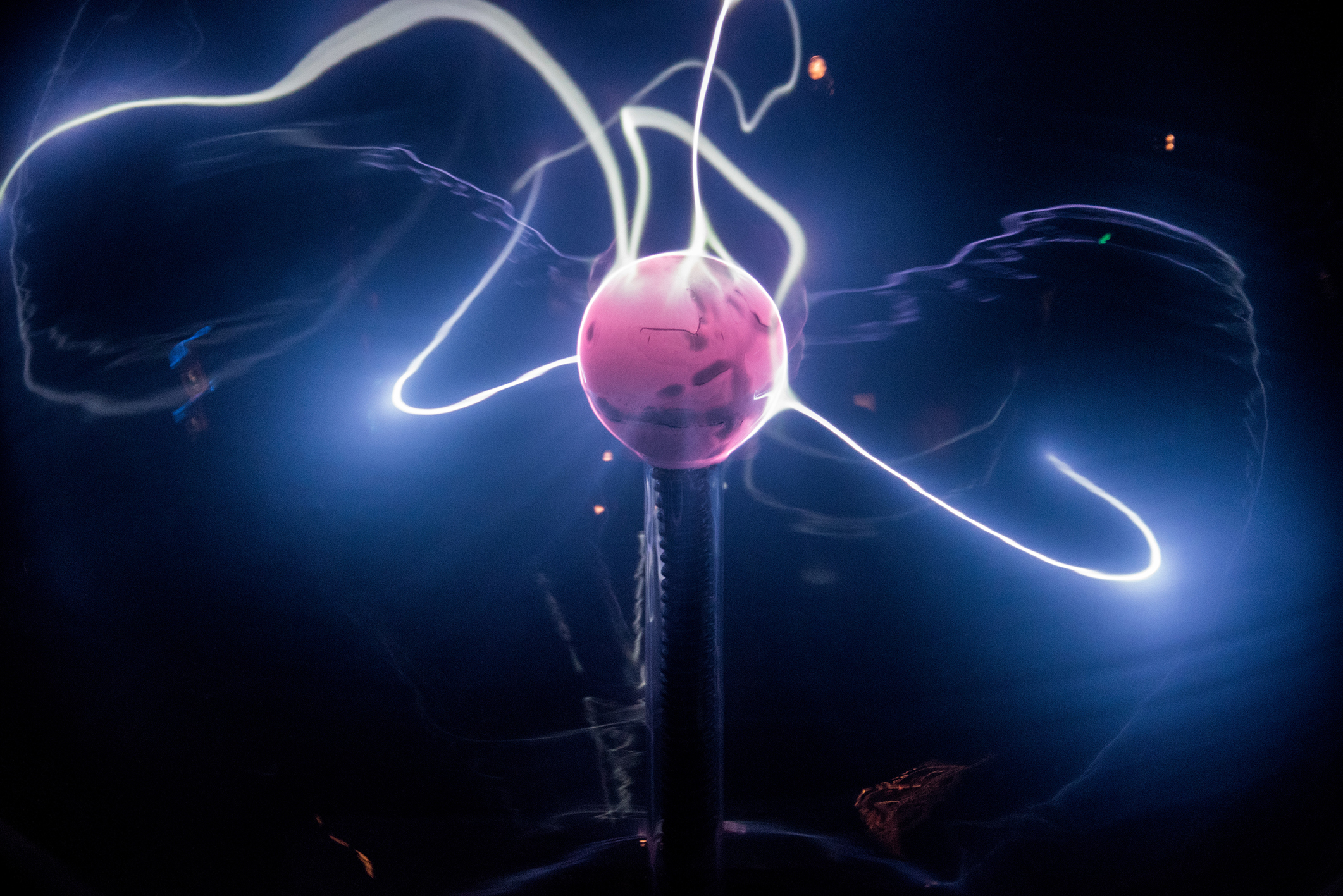
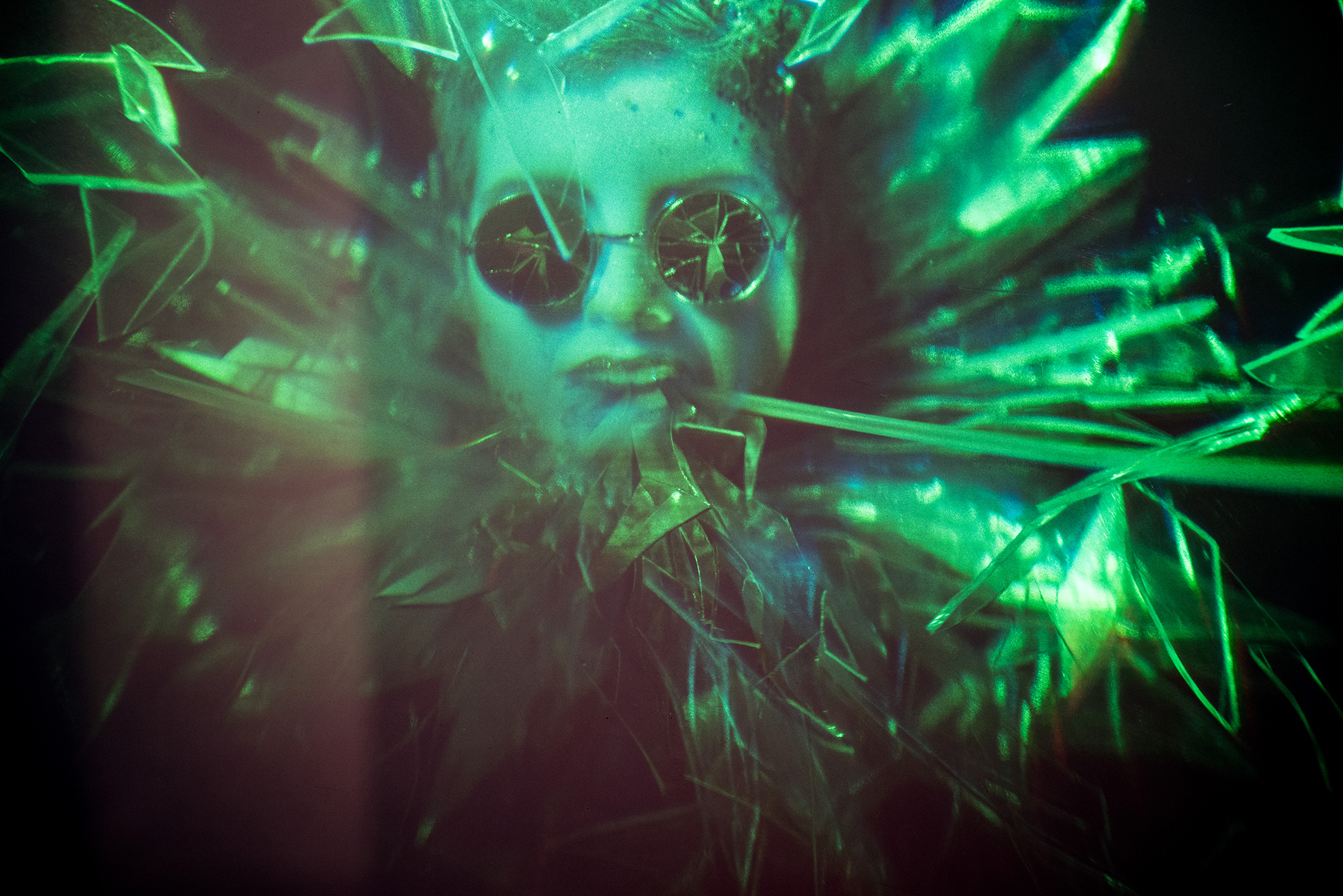
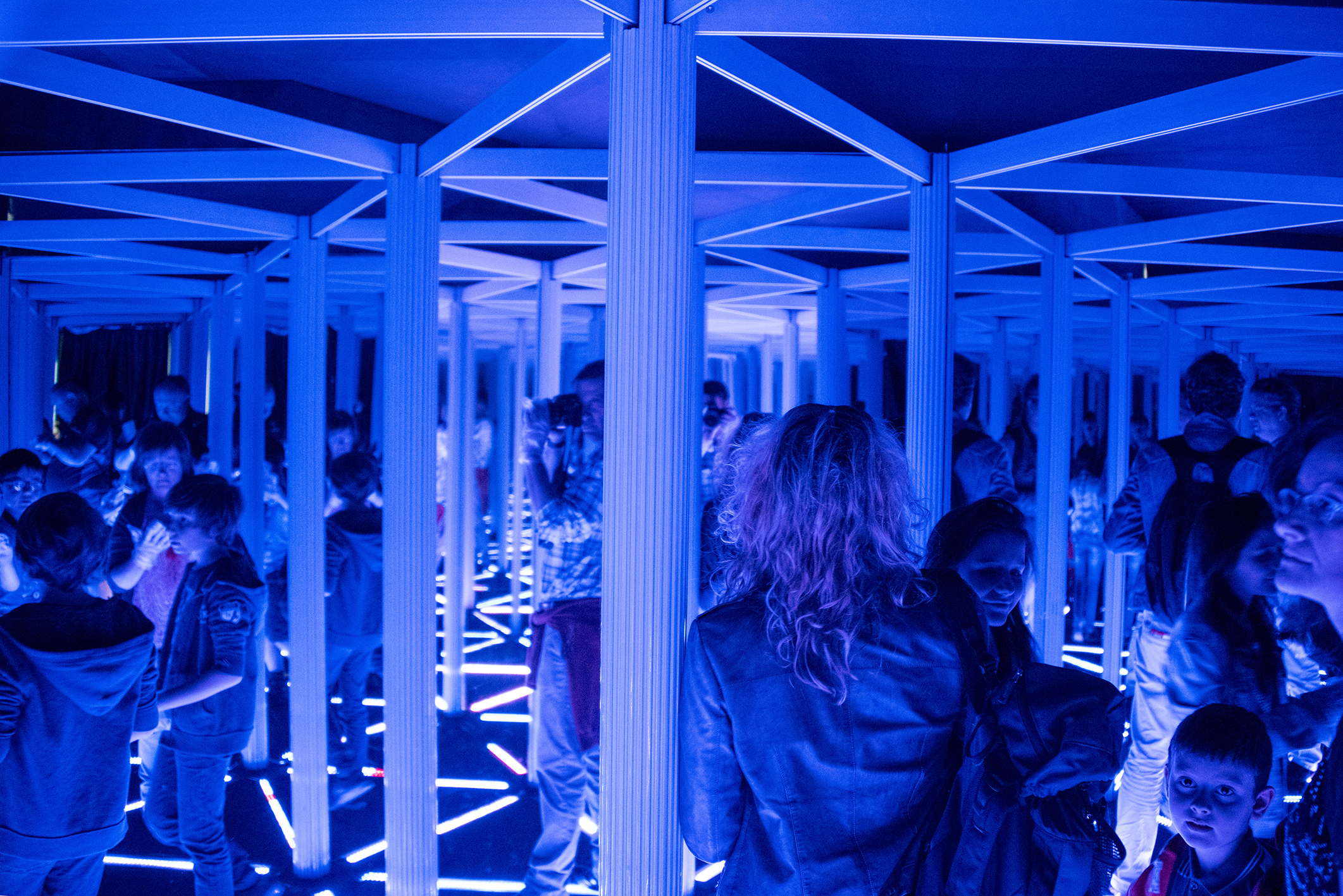
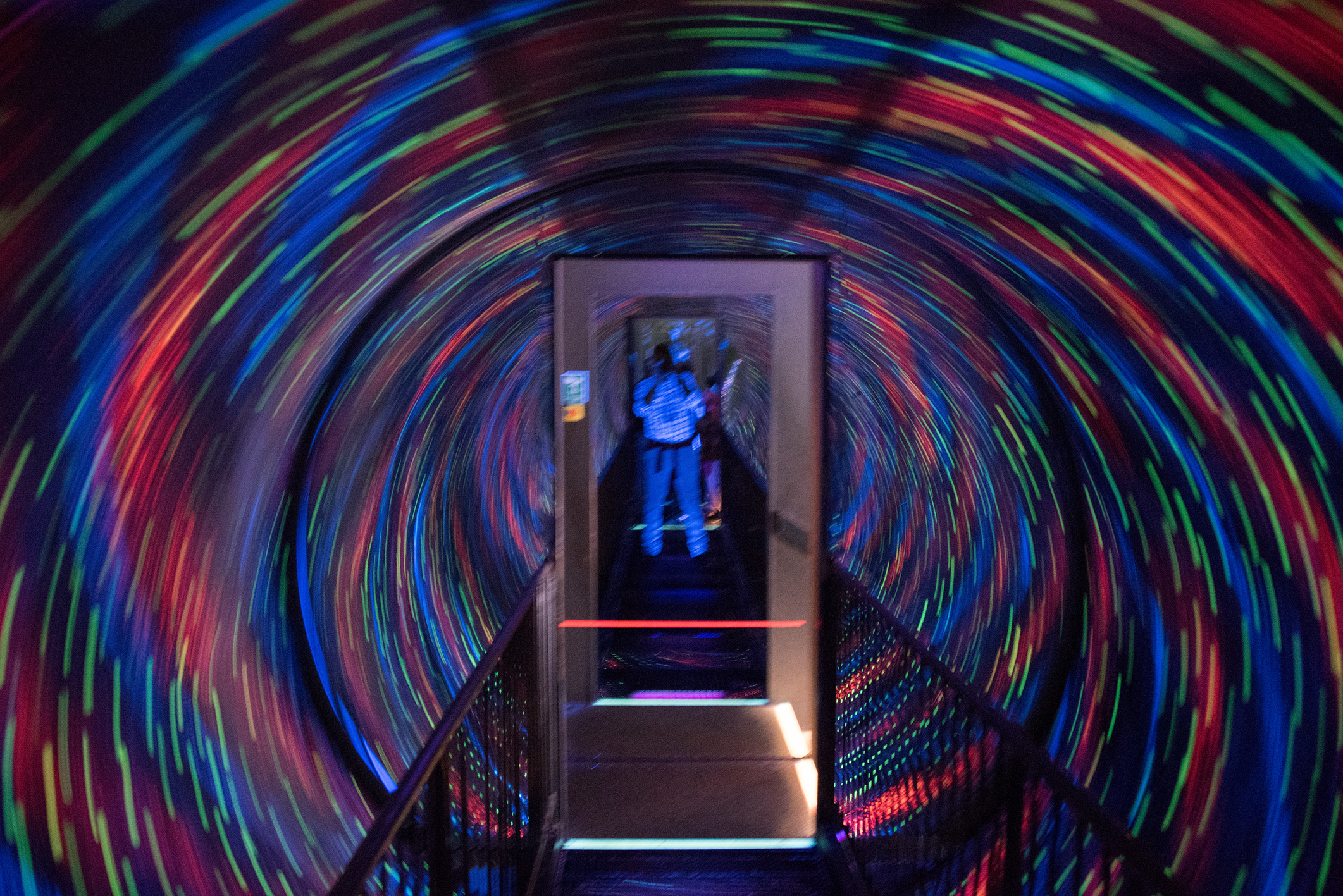
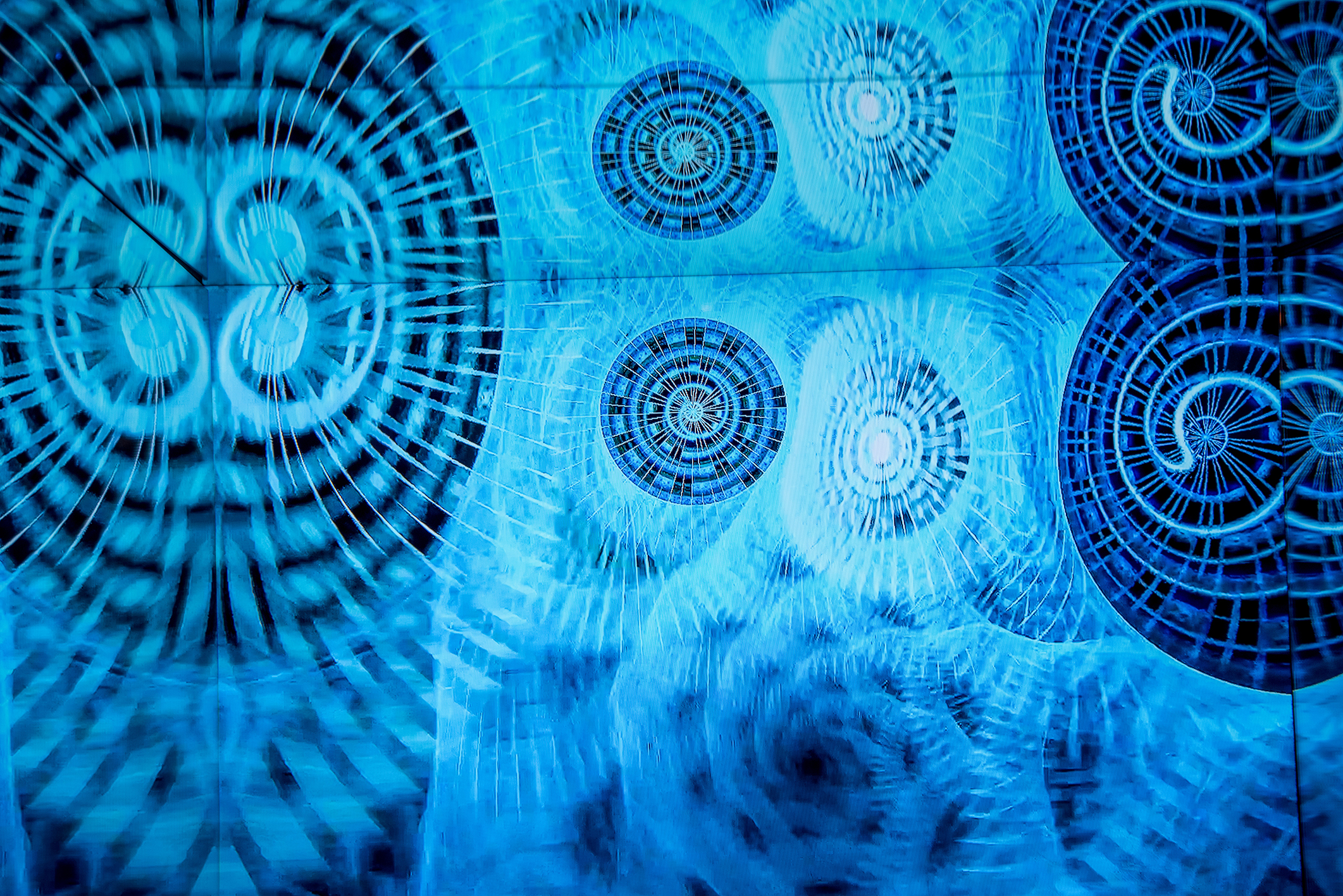
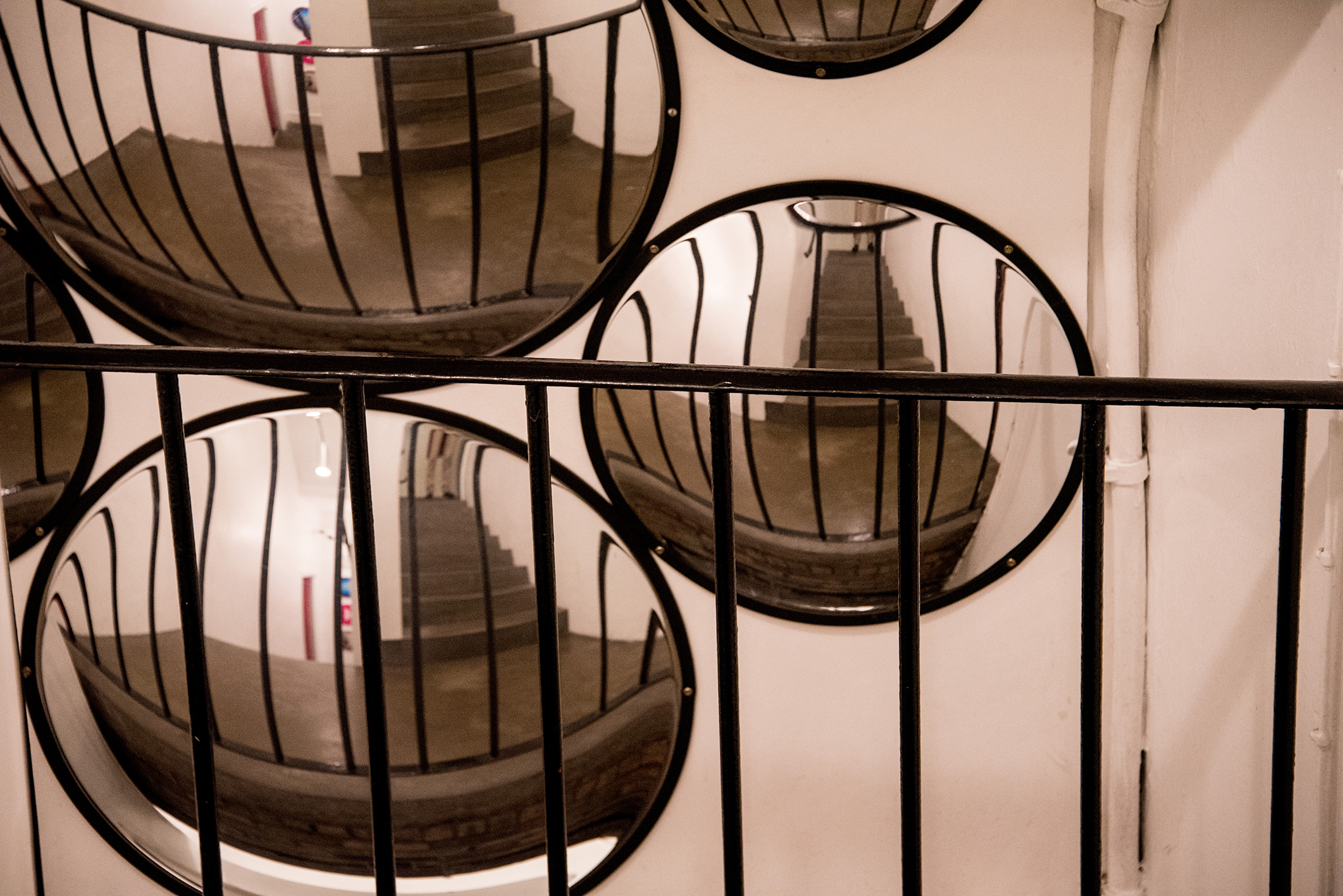
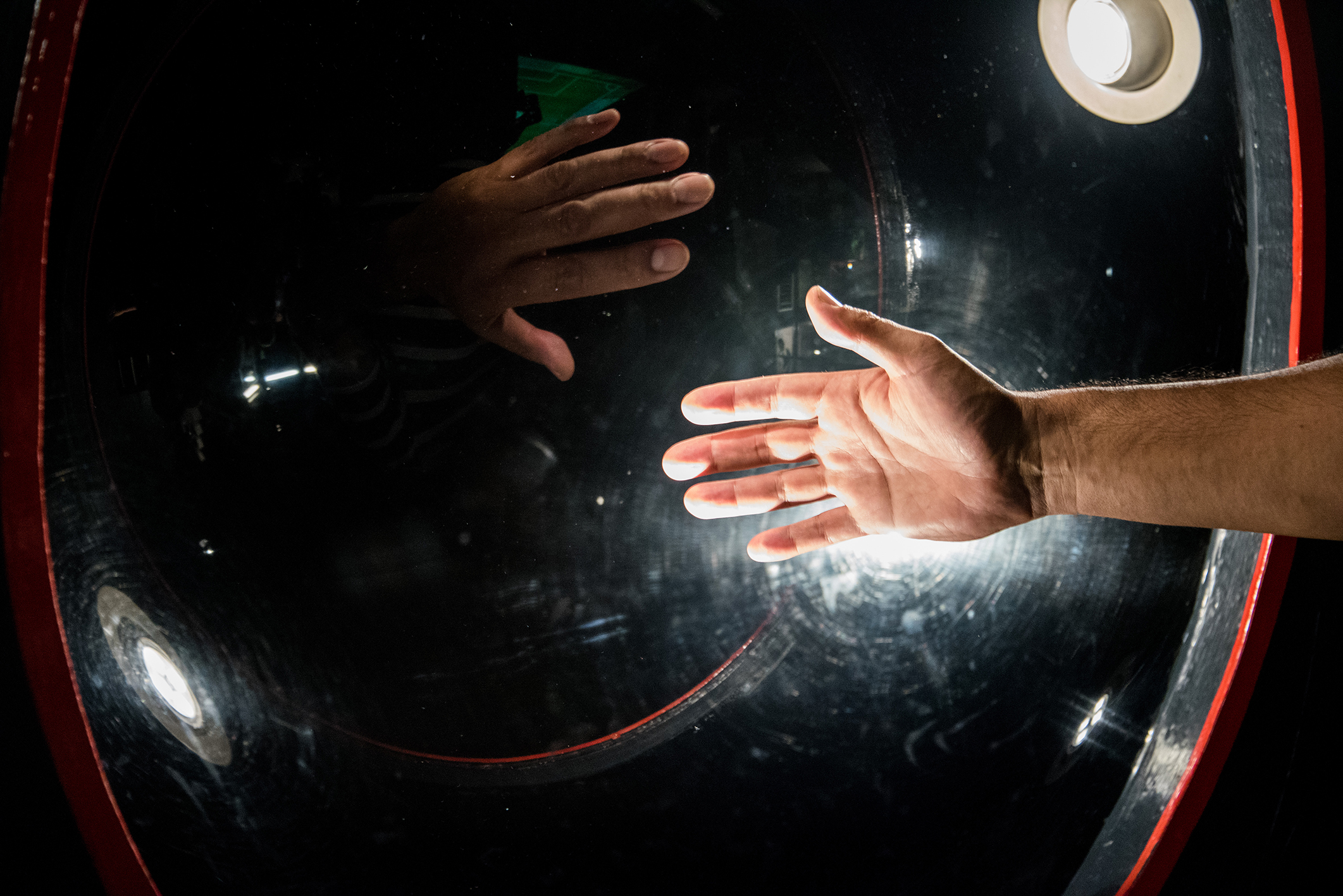